# 9336 Altenburg
A 9336 Altenburg (ideiglenes jelöléssel 1991 AY2) a Naprendszer kisbolygóövében található aszteroida. Freimut Börngen fedezte fel 1991. január 15-én.